# Anglais américain du Sud

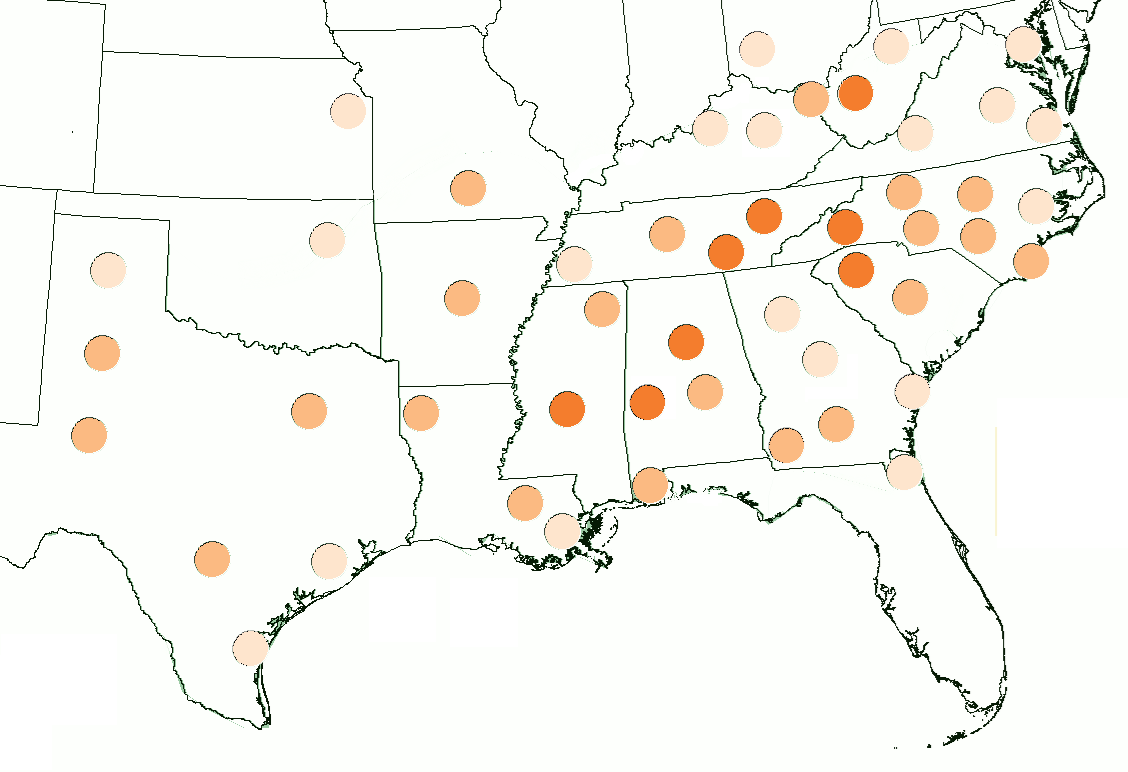
Étendue approximative de l'anglais américain du sud, basée sur The Atlas of North American English de 2006.

 (avril 2021).
Si vous disposez d'ouvrages ou d'articles de référence ou si vous connaissez des sites web de qualité traitant du thème abordé ici, merci de compléter l'article en donnant les références utiles à sa vérifiabilité et en les liant à la section « Notes et références ».
 (août 2020).
L'anglais américain du Sud ou anglais du Sud des États-Unis est un dialecte régional ou un ensemble de dialectes de l'anglais américain parlé dans tout le sud des États-Unis, mais de plus en plus dans des zones plus rurales et principalement par les Blancs du Sud (en). Les termes formels, beaucoup plus récents dans la linguistique américaine, comprennent l'anglais vernaculaire blanc du sud et l'anglais blanc rural du sud.

## Accent
Les français trouvent l'accent du sud difficile à comprendre.
Il se caractérise de manière générale par un abaissement du son dans la voie buccale. Ainsi beaucoup de phonèmes en américain standard ɛ œ ɜ ɞ ʌ ɔ deviennent a ɶ ä ɑ ɒ.
| standard      | voyelles mi-ouvertes | ɛ | œ | ɜ | ɞ | ʌ | ɔ |
| accent du sud | voyelles ouvertes    | a | ɶ | ä |   | ɑ | ɒ |

D'après des sites d'apprentissage des langues, le dialecte peut présenter un doublement des voyelles (dit Southern Vowel Shift), l'affaiblissement du r finalisant un mot, la fusion des sons pin et pen, déplacement de l’intonation de la première syllabe sur la seconde, 
Par ailleurs, une phrase exemplaire représentative est How are you all ? >> How y'all ?.
Des constructions grammaticales existent comme les doubles modaux.

## Histoire
Un anglais américain du Sud s'est consolidé et s'est répandu dans tous les États traditionnels du Sud depuis le dernier quart du XIXe siècle jusqu'aux environs de la Seconde Guerre mondiale, remplaçant largement les vieux dialectes anglais du sud des États-Unis et plus variés. Ce système de prononciation plus jeune et plus unifié, connu aux États-Unis sous le nom d'« accent sudiste » ou simplement « sudiste », constitue aujourd'hui le plus grand groupe d'accent régional américain en nombre de locuteurs.

## Territoires concernés
The Atlas of North American English de 2006 fait état d'un fort accent du Sud en Virginie, en Caroline du Nord, en Caroline du Sud (mais pas à Charleston), en Géorgie (bien qu'Atlanta soit incohérente), en Alabama, au Mississippi, au Tennessee, au Kentucky, en Arkansas et en Louisiane (où coexistent deux dialectes : le cadien et celui de la Nouvelle-Orléans (en)). On le parle aussi dans la quasi-totalité du Texas, dans l'aire métropolitaine de Charleston en Virginie occidentale, dans l'aire métropolitaine de Springfield dans le Missouri et dans l'aire métropolitaine de Jacksonville en Floride. L'accent de l'anglais du sud des Midlands américains (souvent identifié comme un accent du sud des Midlands) est documenté comme partageant des caractéristiques clés avec l'anglais du sud des États-Unis, bien que dans une moindre mesure ; cette définition engloberait en outre le reste du Texas, l'Oklahoma, la Virginie-Occidentale, l'est et le centre du Kansas, le sud du Missouri, le sud de l'Indiana, le sud de l'Ohio et peut-être le sud de l'Illinois.

## Sous-dialectes
L'anglais américain du Sud en tant que dialecte régional peut être divisé en différents sous-dialectes, les plus avancés phonologiquement (c'est-à-dire les plus innovants) étant les variétés méridionales de l'anglais des Appalaches (en) et certaines variétés de l'anglais texan (en). L'anglais afro-américain a de nombreux points communs avec les dialectes anglais du sud des États-Unis en raison des liens historiques étroits des Afro-Américains avec le sud. Depuis 1950 environ, l'accent du sud a reculé chez les jeunes sudistes plus urbains.